# 21515 Gavini
21515 Gavini è un asteroide della fascia principale. Scoperto nel 1998, presenta un'orbita caratterizzata da un semiasse maggiore pari a 2,7012069 UA e da un'eccentricità di 0,1530083, inclinata di 15,52971° rispetto all'eclittica.